# Ghena Dimitrova
Ghena Dimitrova (în bulgară Гeна Димитpова; n. 6 mai 1941, Beglej, Pleven, Plevna, Bulgaria – d. 11 iunie 2005, Milano, Italia) a fost o soprană bulgară. Vocea ei a fost cunoscută pentru puterea sa și ambitusul utilizate în roluri de operă, cum ar fi Turandot, într-o carieră care se întinde pe patru decenii.

## Începutul carierei
Ghena Dimitrova s-a născut în satul bulgar Beglezh, situat la aproximativ 25 de km de Plevna, în 1941. Ea a început să cânte în corul școlii și vocea sa puternică a dus-o la Sofia. Studiază conservatorul cu Christo Brambarov între 1959 și 1964. În timp ce ea a fost inițial clasificată ca o mezzo-soprană, din al doilea an a fost recunoscută ca soprană.
După ce a terminat studiile la Conservatorul din Sofia⁠(<span title="Academia Națională de Muzică din Sofia|Conservatorul din Sofia la Wikidata">d), a început să predea lecții de canto. Descoperirea ei a venit în 1967, când a interpretat rolul Abigaille într-un spectacol al Operei Naționale Bulgare⁠(d) cu Nabucco de Giuseppe Verdi. După o serie de alte roluri de soprană, a renunțat.

## Cariera internațională
Dimitrova a câștigat Concursul internațional de interpretare de la Sofia în 1970, premiul incluzând un curs de studiu la Scuola di Perfezionamento de la Teatro alla Scala din Milano.
Ea și-a făcut debutul italian în Treviso cu Turandot în 1975. A interpretat același rol în 1983 la debutul de La Scala, cântând alături de tenorul Plácido Domingo în producția generoasă a lui Franco Zeffirelli. Rolul ei în Turandot este, de asemenea, păstrat într-o producție video de la Arena di Verona din 1983, cu Nicola Martinucci⁠(d) și Cecilia Gasdia⁠(d). În 1988, și-a făcut debutul la Metropolitan Opera din New York, interpretând același rol.
Dimitrova a spus odată despre rol: „Turandot nu poate fi partea mea preferată, dar prrezintă un mare avantaj pentru voce. La modul în care este scrisă muzica, ai nevoie de o voce ca o trompetă pentru a o interpreta perfect.”
Debutul în Statele Unite ale Americii a fost făcut în 1981, interpretând rolul Elvira în Ernani. Ea a cântat la Centrul Artelor Barbican în La Gioconda de Ponchielli, în 1983, înainte de a-și face debutul la  Royal Opera House|Covent Garden în același an. Debutul ei relativ întârziat a fost pus mai târziu, pur și simplu, pe seama „politicilor”.
După retragerea de pe scenă din 2001, Dimitrova a rămas activă, instruind tinerii cântăreți. Unul dintre cei mai buni studenți ai ei este soprana Elena Baramova⁠(d).
Dimitrova a murit în Milano pe 11 iunie 2005. După moartea ei, guvernul bulgar a anunțat că va stabili un fond în numele ei pentru tineri cântăreți promițători.